# Чернятин (Коломийський район)
Черня́тин — село в Україні, у Городенківській міській громаді Коломийського району Івано-Франківської області. Розташоване на вододілі між річками Прутом і Дністром, за 4 км від м. Городенки. До 2020 центр сільради, якій було підпорядковане село Глушків.
Відповідно до Розпорядження Кабінету Міністрів України від 12 червня 2020 року № 714-р «Про визначення адміністративних центрів та затвердження територій територіальних громад Івано-Франківської області» увійшло до складу Городенківської міської громади.

## Історія
В документі 1453 року вказується, що шляхтич Пречлавський розділив свій маєток між племінниками, і одному з них були виділені села Вікно, Піддовга і Чернятинці. В квітні 1485 року суд коломийських коморників закріпив цей розподіл. Села Чернятин і Вікно існують і тепер, а Піддовга — знищена татарами. Від села залишилася тільки назва поля — Піддовга, яке входить до чернятинського земельного масиву.
За часів польсько-шляхетського панування кріпаки не раз повставали на боротьбу проти поневолювачів. Під час визвольної війни українського народу 1648—1654 pp. велика група жителів Чернятина перебувала в загоні повстанців, очолюваному С. Височаном. Восени 1648 року селяни Чернятина разом з мешканцями Заболотова, Тулукова й Олешева розгромили маєток шляхтича Я. Жолчинського в Городенці.
В XVIII ст. Чернятин належав польському магнатові Миколі Потоцькому. Сюди було переселено групу селян з Вінниччини, які брали участь у повстанні проти феодально-кріпосницького гніту. Вони принесли в село східноукраїнські прізвища: Михайленко, Бондарчук та інші.
В другій чверті XIX ст. Чернятином володіла княгиня Понінська. Становище селян, в основному, залишалося таким же, як і в попередні часи. Селяни терпіли від малоземелля та податкового гніту. Щоб звести кінці, їм доводилося ходити на заробітки в міста, приробляти різними промислами. В Чернятині були поширені обробка шкіри, вишивання, частково різьба по дереву. З 1874 року в селі діяла двокласна школа, в 1914 році вона стала чотирикласною. Австрійська влада штучно гальмували розвиток культури місцевого населення. Коли мешканці Чернятина зібрали кошти на будівництво читальні, урядовці не допустили цього, хоч уже було вимуровано фундамент.
В період першої світової війни жителі Чернятина зазнали великого лихоліття. Село опинилося в зоні воєнних дій, чимало селянських дворів було знищено. В добу національно-визвольних змагань 1917—1921 рр. в лавах УГА воювало близько півсотні мешканців населеного пункту.
1929 року чотирикласну школу було перетворено на шестикласну. В ній працювало 7 учителів. Незважаючи на законодавче положення про двомовне викладання в школі, в 1930-х роках викладання проводилося тільки польською мовою. 17 вересня 1939 року до Чернятина ввійшли частини окупаційної Червоної Армії. 20 вересня було створено селянський комітет з 9 осіб, який розгорнув підготовку до «виборів» у Народні Збори Західної України. У жовтні 1939 року в селі відкрито семирічну школу з українською мовою навчання, зі східних областей України сюди прибули «висококваліфіковані» радянські вчителі. Почав діяти клуб, де селяни вперше в житті побачили кінофільм.
2 липня 1941 року Чернятин захопили угорські фашистські війська. Пізніше до села прибули німецькі частини.
Під час окупації загинуло 22 особи, зокрема М. С. Андрусяк, І. А. Косминка, P. M. Міллер. На каторгу до Німеччини було вигнано 118 мешканців Чернятина. Наприкінці березня 1944 року Червона Армія вступила на територію Городенківського району. Частини 21-ї гвардійської механізованої бригади 26 березня 1944 року підійшли до села. 27 березня група танків, що наступала на Коломию, захопила Чернятин. Понад 600 жителів Чернятина мобілізували в Червону армію, 216 уродженців Чернятина загинуло. За героїзм і відвагу понад 200 воїнів нагороджено орденами і медалями Союзу РСР.
В жовтні 1948 року в Чернятині відновлено колгосп, його назвали ім'ям Івана Франка. В 1949 році артіль мала 1016 га землі, 39 коней, 18 корів, кілька десятків свиней. 1952 року колгосп одержав від держави позику на придбання корів та машин. Вже наступного року більшість робіт у рільництві було механізовано. Колгоспники розширюють площу під садом за рахунок чагарників і невжитків. У 1953 році артіль мала саду лише 7 га, а 1968 — 65 гектарів. В 1960 році колгосп побудував палац культури, при якому створені належні умови для роботи гуртків художньої самодіяльності. З 1963 року Чернятин підключено до державної високовольтної електролінії.
В Чернятині жила самодіяльна художниця Парасковія Хома. Парасковія Петрівна працювала в бурякосіючій ланці, а дозвілля проводила за палітрою. П. П. Хома створила ряд чудових картин за мотивами популярних пісень і поем — «Червоні гвоздики», «Знову цвітуть каштани», «Бондарівна», «Два кольори» та ін. У вересні 1968 року в залах Львівської картинної галереї відбулася виставка творів народної художниці. Експонувалося 80 полотен. Львівські мистецтвознавці запропонували художниці продати деякі картини для музеїв. П. П. Хома відповіла: «Дарую вам ті картини, які сподобаються».

## Населення

### Мова
Розподіл населення за рідною мовою за даними перепису 2001 року:
| Мова       | Кількість | Відсоток |
| ---------- | --------- | -------- |
| українська | 3180      | 99.84%   |
| російська  | 4         | 0.13%    |
| румунська  | 1         | 0.03%    |
| Усього     | 3185      | 100%     |

## Культура
В селі працює кімната-музей при бібліотеці-філіалі. Заснований музей у 2006 році. Основні напрями діяльності: зберігання старовини; ознайомлення відвідувачів з історією села Чернятин.

## Релігія
В центрі села міститься церква Успіння Пресвятої Богородиці, яка була збудована в 1886 році.

## Пам'ятники
В центрі Чернятина — пам'ятник Івану Франку і Тарасу Шевченку.

## Відомі люди
- Хома Параска Петрівна — майстер народного розпису.
- Боднарчук Іван (*21 травня 1910, Чернятин — † 1990, Торонто) — український письменник, диригент хорів, педагог, журналіст та громадський і культурний діяч. Відомий в середовищі діаспори діяч, укладач навчальних книжок та фундатор різних українських товариств. На жаль вся творча спадщина Івана не є досліджена та опублікована.
- Бондарчук Василь (псевдонім Я. Чорнобривий) — український поет, сатирик, автор збірки «Пани і люди» (1928); народився і помер тут.[4]
- Морозевич Ізидор Михайлович — лицар Бронзового хреста заслуги.
- Ґеник Дмитро Антонович — лицар Бронзового хреста заслуги УПА. Загинув та похований у селі.